# Aproape de soare
Aproape de soare este un film românesc din 1961 regizat de Savel Știopul. Rolurile principale au fost interpretate de actorii Florin Piersic, Vasilica Tastaman și Titus Lapteș. Filmul a fost realizat în Combinatul Siderurgic Hunedoara, unde se petrece cea mai mare parte a acțiunii.

## Distribuție
- Florin Piersic — Petre Orșa, un tânăr țăran hunedorean care vrea să devină oțelar
- Vasilica Tastaman — Livia Vlad, macaragiță, iubita lui Petre Orșa
- Titus Lapteș — Todor Bușecan („Todor baci”), un bătrân meșter oțelar, care a format mai multe generații de muncitori
- Dorin Dron — Mihai Solca, muncitor oțelar fruntaș, prim-topitor la Cuptorul nr. 2 OSM
- Aurel Cioranu — Gică Pisică, colegul de cameră al lui Orșa, un muncitor neserios și șmecher
- Nicolae Praida — Dinuț, muncitor oțelar din echipa lui Todor baci
- Grigore Vasiliu-Birlic — țăran hunedorean, tatăl lui Petre Orșa
- Ion Manta — Toma, secretarul organizației PMR
- Ion Prisăcaru — Huzum, muncitor oțelar din echipa lui Todor baci
- Silviu Stănculescu — Abrudan, muncitor oțelar din echipa lui Solca, secretarul organizației UTM
- George Constantin — Șoni, muncitor oțelar din echipa lui Todor baci
- Vasile Tomazian — Vasile Spiridon, meșter forjor, vechi prieten al lui Todor baci
- Rodica Tapalagă — sora lui Petre Orșa (menționată Rodica Tăpălagă)
- Aurora Șotropa — mama lui Petre Orșa (menționată Aurora Sotropa)
- Eugenia Petrescu — soția lui Todor baci (menționată Eugenia Petrescu-Eftimie)
- N.N. Matei
- Valeriu Arnăutu — Marinescu, muncitor oțelar din echipa lui Solca
- Nicolae Pomoje
- Aurel Tunsoiu
- George Manu
- Benedict Dabija
- Iulian Necșulescu — pasagerul cu părul alb din tren care-l laudă pe Solca
- Romulus Neacșu
- Nicolae Turcu
- Dumitru Dumitru
- Maximilian Bun
- Alecu Croitoru
- Eugen Popiță
- Ion Bălan

## Primire
Filmul a fost vizionat de 1.439.667 de spectatori în cinematografele din România, după cum atestă o situație a numărului de spectatori înregistrat de filmele românești de la data premierei și până la data de 31 decembrie 2014 alcătuită de Centrul Național al Cinematografiei.